# Tohorot
Ṭoharoth (ebraico: טהרות lett. "Purezze", Purificazioni) è il sesto Ordine della Mishnah (e anche della Tosefta e del Talmud). Questo Ordine esamina la distinzione tra puro e impuro e tratta inoltre della purezza familiare. Questo è l'Ordine più lungo della Mishnah. Ci sono 12 trattati in tutto:
1. Keilim: ("Vasi"); esamina una lunga serie di vari utensili e come vengono classificati in termini di purità. 30 capitoli, il trattato più lungo della Mishnah.
2. Oholot: ("Tende"); si occupa della impurità causata da un cadavere e la sua proprietà peculiare di "imporsi" su oggetti nello stesso ambiente. Composto da diciotto capitoli, discute dell'impurità rituale provocata dai cadaveri che possono contaminare anche oggetti che si trovano nello stesso ambiente della salma. Secondo una leggenda ebraica questo è uno dei trattati più importanti del Talmud: si narra che Re Davide abbia chiesto a Dio che la lettura del Libro dei Salmi venisse considerata equivalente alla lettura del trattato Oholot. Ciononostante non esiste Gemara per Oholot, né nel Bavli né nel Yerushalmi.
3. Nega'im: ("Piaghe"); tratta delle leggi di tzaraath. Quattordici capitoli, principalmente concentrati su varie forme di impurità epidermiche e i relativi sintomi, con la descrizione dei rituali per purificare gli afflitti e le cose contaminate.[2]
4. Parah: ("Mucca rossa"); esamina principalmente le leggi della giovenca rossa.[3]
5. Tohorot: ("Purezze"); esamina varie leggi di purità, specialmente i modi coi quali ci si contamina e le leggi di impurità del cibo.
6. Mikva'ot: ("Bagni Rituali"); descrive le leggi della Mikveh, incluse le leggi di costruzione e manutenzione della mikveh, il bacino d'acqua per il bagno rituale ebraico.[4]
7. Niddah: ("Separazione"); tratta della Niddah, impurità dovuta al ciclo mestruale della donna: cioè di una donna durante il suo ciclo o subito dopo aver partorito.
8. Makhshirin: ("Atti preliminari di preparazione"), i liquidi che rendono il cibo impuro, come per esempio talvolta persino l'acqua: tumah (impurità rituale).[5]
9. Zavim: ("Blenorragia"); descrive le leggi in merito alla persona che produce emissioni seminali (eiaculazioni) irregolari o è affetta da gonorrea.
10. Tevul Yom: ("Immersioni [del] giorno") affronta un tipo speciale di impurità, per cui la persona si immerge nella Mikveh ma rimane tuttavia impuro per il resto del giorno.
11. Yadayim: ("Mani"); tratta della purità ed impurità delle mani per i rabbini.
12. Uktzim: ("Picciuoli"); tratta dell'impurità dei picciuoli della frutta ed è composto da tre capitoli che descrivono le varie forme di tumah derivanti dalle parti esterne della frutta e della verdura come i gambi, gli steli, i picciuoli, la buccia e/o "fibre alimentari".[6]

## Sequenza dei trattati
L'ordinamento tradizionale dei trattati (secondo Rambam) è il seguente:
- Kelim è il primo poiché introduce i livelli di impurità e descrive quali oggetti attraggono tali impurità. Segue Oholot, dato che descrive i tipi più seri di impurità. Poi viene Negaim, terzo in severità, data la trasmissione di impurità della pelle per via di malattie epidermiche (tipo la lebbra). Segue Parah che è la descrizione della purificazione delle gravi impurità descritte negli altri trattati precedenti. La fase successiva è rappresentata dalle impurità minori (Tohorot) ed i rispettivi modi di purificazione, che avviene con l'immersione nelle Mikvaot. Poi viene Niddah, trattando di impurità minori, con la distinzione delle persone a cui si applica (cioè alle donne). Seguono Makshirin, Zavim e Tevul Yom, che si basano sull'ordine delle Scritture. La fase successiva è quella che riguarda solo le impurità rabbiniche, Yadaim. Infine Uktzin conclude l'Ordine Tohorot e deriva le sue leggi unicamente dai ragionamenti dei Saggi, dato che non ha fonti scritturali.

Esiste una Gemara babilonese solo per Niddah. Ciò accade perché la maggior parte delle altre leggi di purezza non si applica da quando il Tempio non esiste più. Il Talmud gerosolimitano considera solo quattro capitoli di Niddah.